# Conector RCA
El conector RCA es un tipo de conector eléctrico comúnmente utilizado para transportar señales de audio y video. El nombre RCA deriva de la empresa Radio Corporation of America, que introdujo el diseño en la década de 1930. Los conectores macho y jack hembra se denominan RCA plug y RCA jack.
La palabra fono en conector de fono es una abreviatura de la palabra fonógrafo, porque este conector se creó originalmente para permitir la conexión de un tocadiscos de fonógrafo a un receptor de radio. Por lo general, los conectores RCA se usan en las entradas fonográficas, un conjunto de conectores de entrada que generalmente se encuentran en el panel posterior de un preamplificador, mezclador o amplificador, especialmente en los primeros equipos de radio, a los que se conecta un fonógrafo o un tocadiscos.
En muchas áreas geográficas sustituyó al conector típico de audio (jack), muy usado desde que los reproductores de casete se popularizaron, en la década 1970. Aproximadamente en 1993, se empezaron a incorporar en la mayoría de los televisores y otros equipos domésticos, como grabadores de vídeo o DVD, pero a partir de mediados de la década del 2000 en adelante empezó a ser sustituido por el High-Definition Multimedia Interface (HDMI), siendo su uso actual testimonial.
El conector macho tiene un polo en el centro (+), rodeado de un pequeño anillo metálico (–), a veces con ranuras, que sobresale. El conector hembra tiene como polo central un agujero cubierto por otro aro de metal, más pequeño que el del macho para que este se sujete sin problemas. Ambos conectores (macho y hembra) tienen una parte intermedia de plástico que hace de aislante eléctrico.
Un problema del sistema RCA es que cada señal necesita su propio cable. Otros tipos de conectores son combinados, como el euroconector (SCART), usado exclusivamente en Europa  y el HDMI que lo está sustituyendo a nivel global.
La señal de los RCA no es balanceada por lo que corresponde generalmente a -10 dBV. Esto hace que no se utilicen profesionalmente para señales analógicas.

## Codificación de colores de los conectores
| Audio analógico                  | Izquierdo/Mono                | Blanco                 |  |
| Audio analógico                  | Derecho                       | Rojo                   |  |
| Audio analógico                  | Central                       | Verde                  |  |
| Audio analógico                  | Envolvente izquierdo          | Azul                   |  |
| Audio analógico                  | Envolvente derecho            | Gris                   |  |
| Audio analógico                  | Envolvente trasero izquierdo  | Castaño, café o marrón |  |
| Audio analógico                  | Envolvente trasero derecho    | Castaño claro          |  |
| Audio analógico                  | Subwoofer                     | Púrpura                |  |
| Audio digital                    | S/PDIF                        | Naranja                |  |
| Vídeo analógico                  | Vídeo compuesto               | Amarillo               |  |
| Video por componentes (YPbPr)    | Y (luminancia y sincronismos) | Verde                  |  |
| Video por componentes (YPbPr)    | Pb (blue - Y)                 | Azul                   |  |
| Video por componentes (YPbPr)    | Pr (red - Y)                  | Rojo                   |  |
| Video por componentes RGB (RGsB) | R (red)                       | Rojo                   |  |
| Video por componentes RGB (RGsB) | G (green) y Sincronismos      | Verde                  |  |
| Video por componentes RGB (RGsB) | B (blue)                      | Azul                   |  |
| Video por componentes RGB (RGBS) | R (red)                       | Rojo                   |  |
| Video por componentes RGB (RGBS) | G (green)                     | Verde                  |  |
| Video por componentes RGB (RGBS) | B (blue)                      | Azul                   |  |
| Video por componentes RGB (RGBS) | Sincronismo Compuesto         | Blanco                 |  |

Nota: el color negro puede sustituir al blanco, al naranja, o al púrpura.

## Ejemplos de dispositivos con conectores RCA

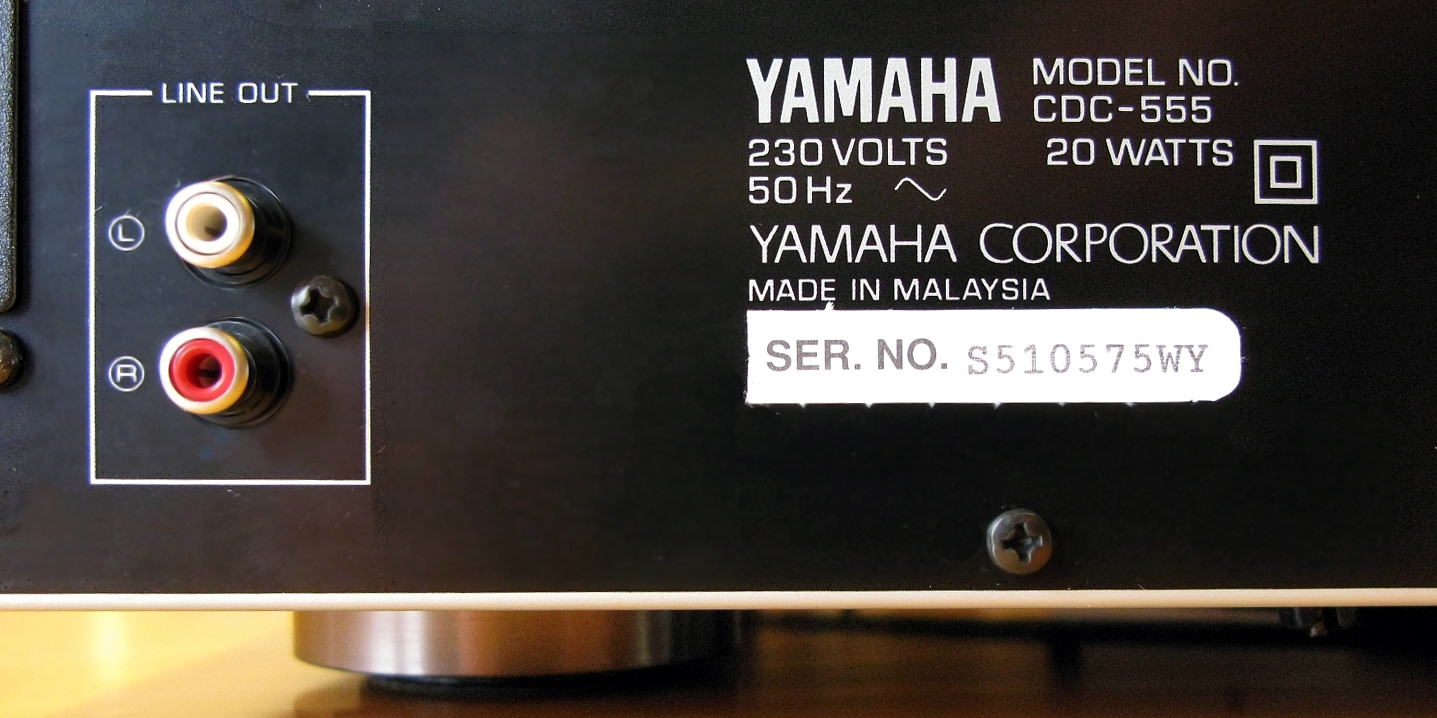
salida RCA en  CD Player
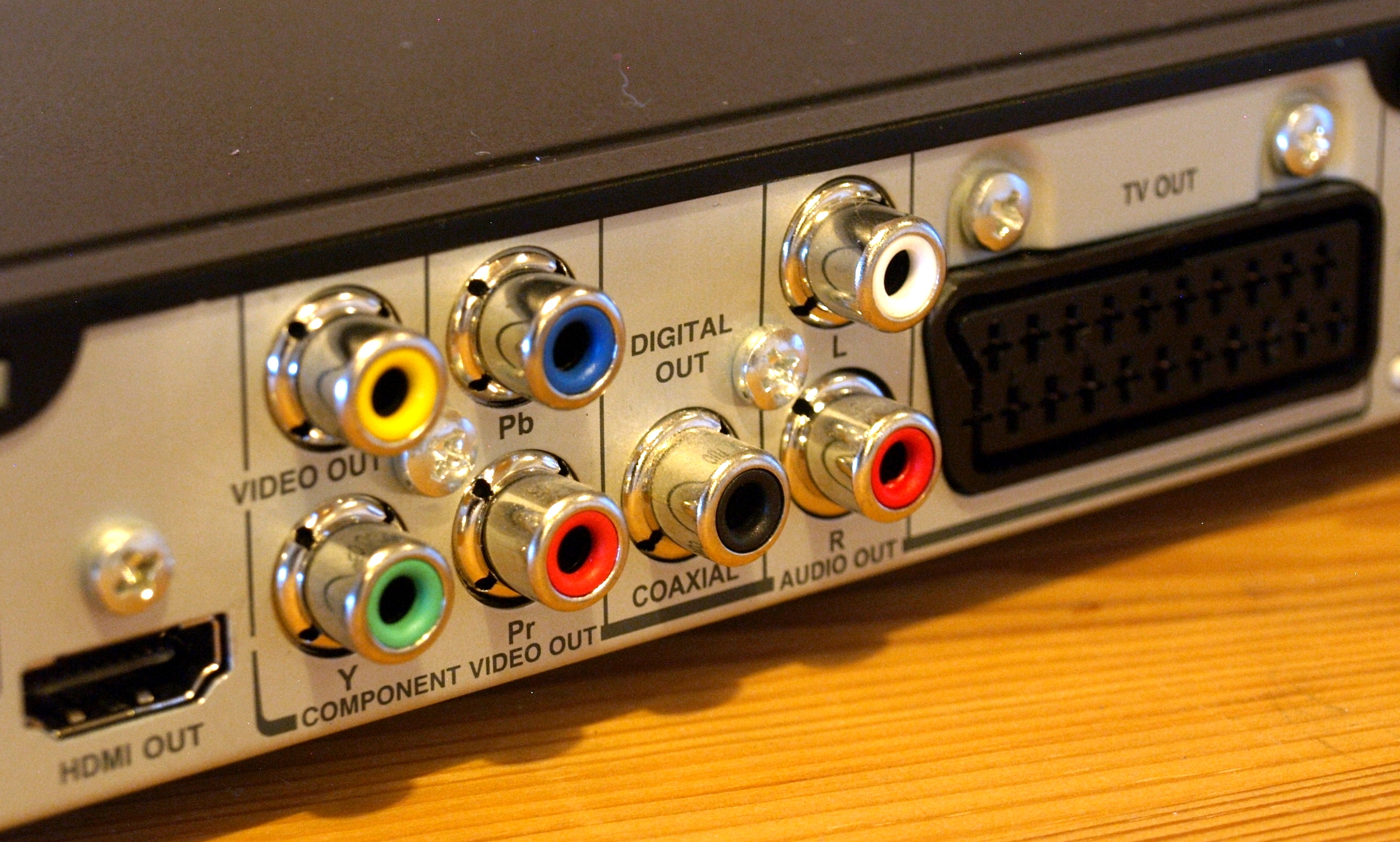
DVD player con salida de video
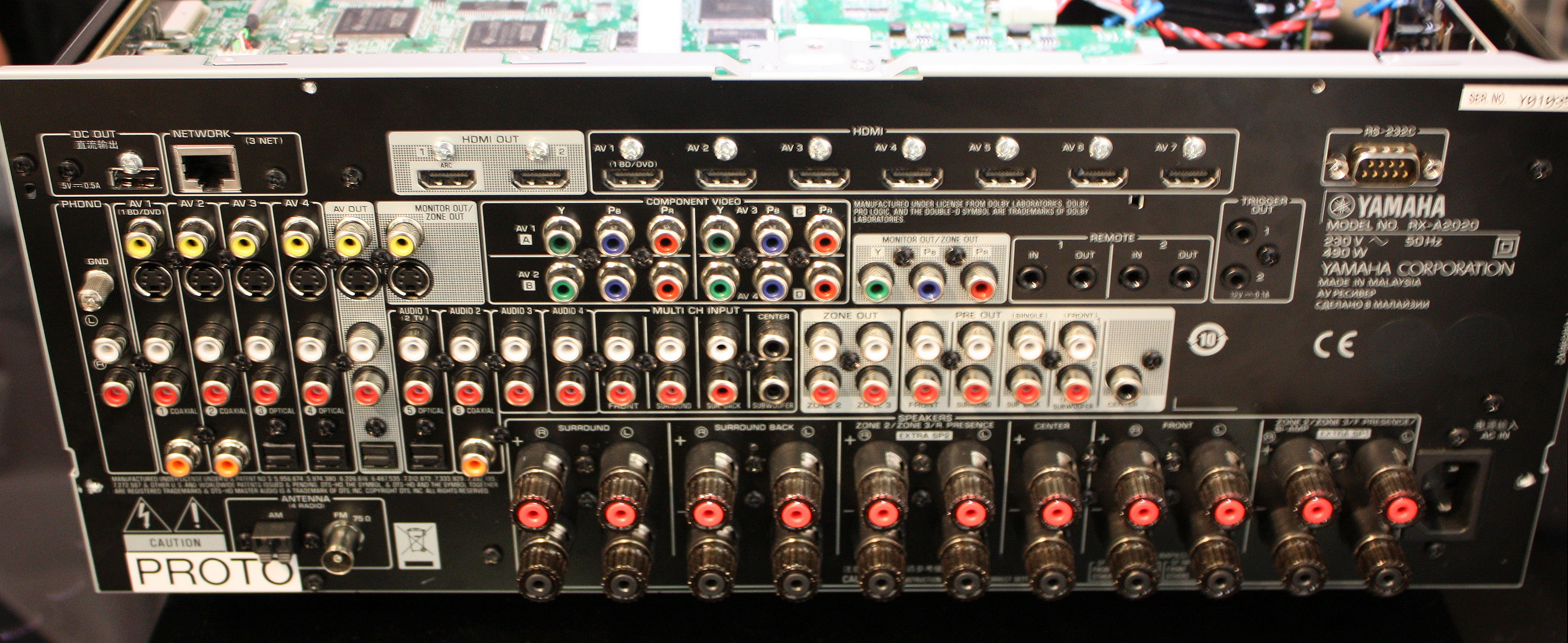
Parte trasera de un receptor AV de 2012
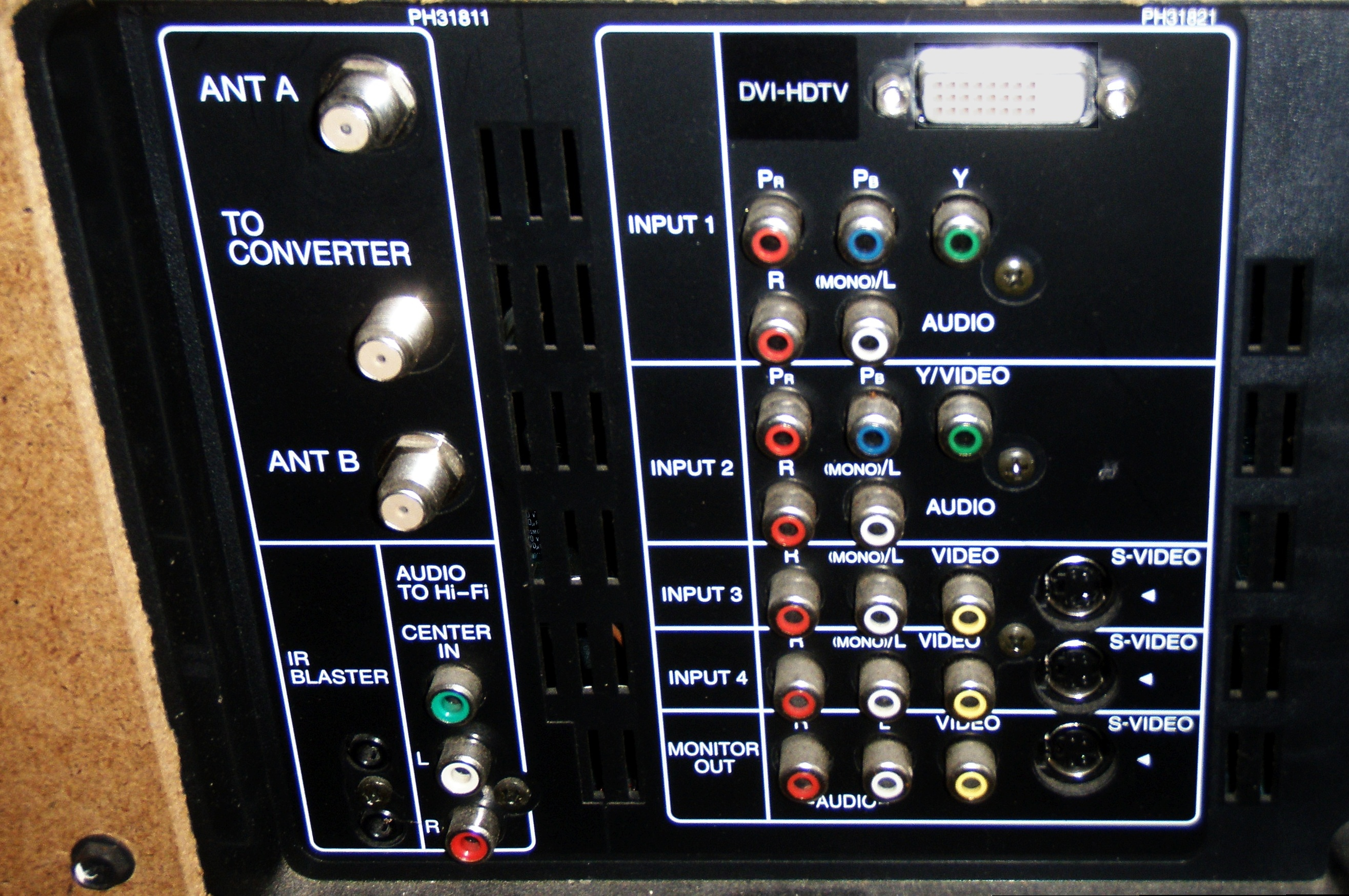
Televisor de proyección CRT de principios de la década de 2000 con capacidades HD ready  preparadas para 1080i HD
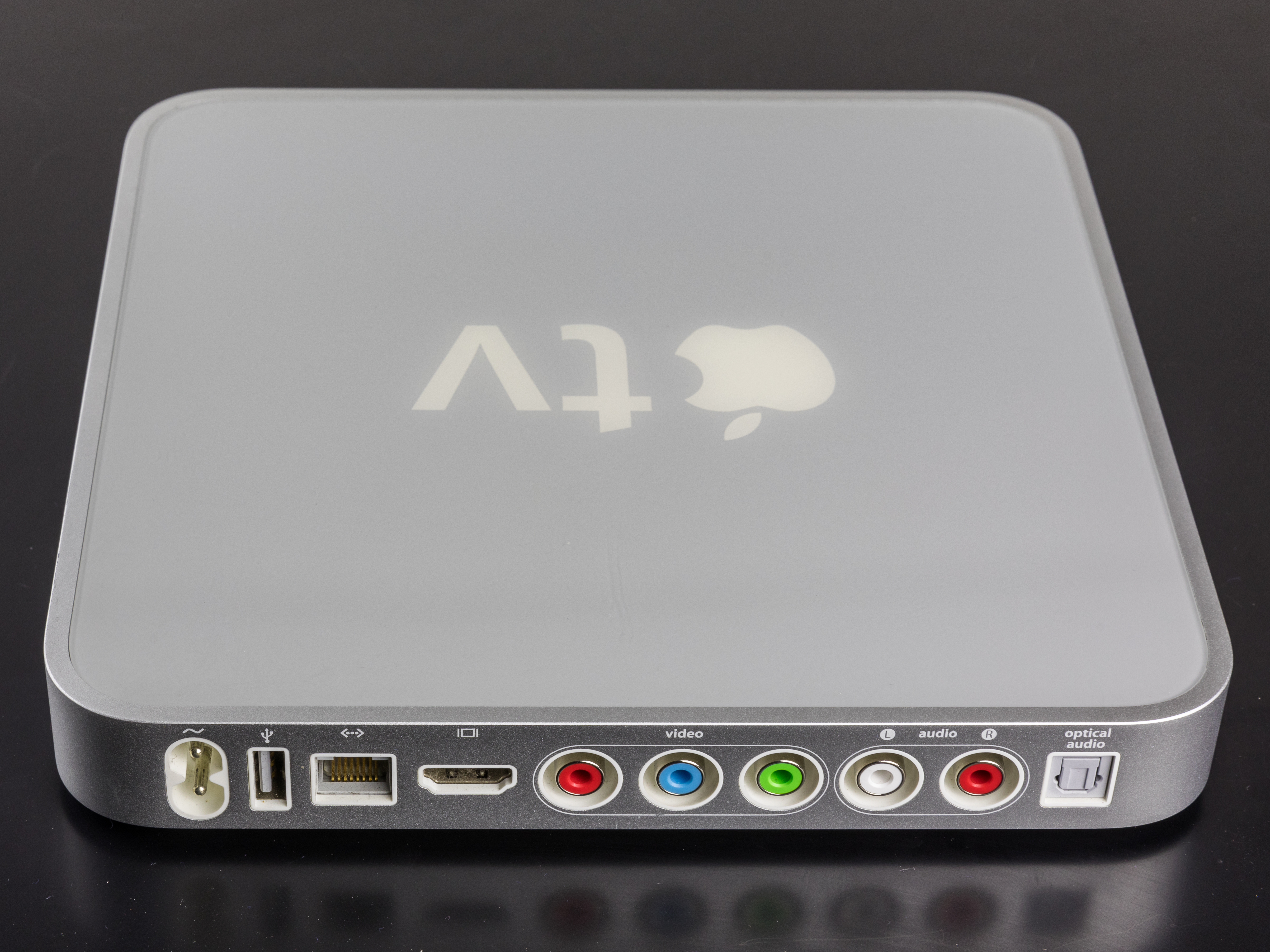
Primera generación del Apple TV con salidas estéreo RCA